# Agrapha

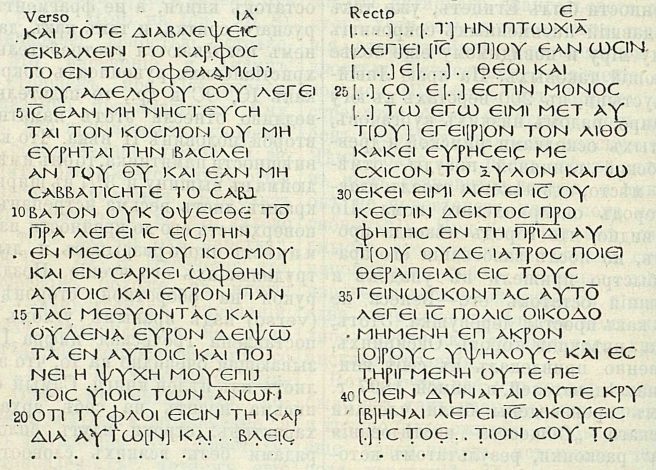
Λόγια Ἰησοῦ (Paroles de Jésus)

Les agrapha, au singulier agraphon (du grec ancien αγραφον, « non écrit »), sont des paroles attribuées à Jésus de Nazareth et rapportées dans d'autres textes que les quatre évangiles canoniques, à la différence des logia, paroles de Jésus rapportées uniquement dans ces quatre évangiles.
On trouve de telles sentences dans les Actes des apôtres (20,35), dans les épîtres pauliniennes (première épître aux Corinthiens 7,10 ; 9,14 ; Épître aux Romains, 14,14, première épître aux Thessaloniciens, 4, 15-17.), dans certains apocryphes comme l’Évangile selon Thomas, chez les Pères de l'Église et dans la littérature rabbinique et musulmane.

## Origines
Le terme agrapha est créé par le savant allemand Johann Gottfried Körner dans son ouvrage De sermonibus Christi Agraphois, paru en 1776, dans lequel il en propose 16. Le premier à rassembler et étudier les agrapha de manière systématique est le théologien allemand Alfred Resch (+1912) dans l'ouvrage Agrapha: Aussercanonische Schriftfragmente, publié à Leipzig en 1906, à la suite duquel les chercheurs vont tenter d'isoler les paroles susceptibles de remonter à Jésus lui-même de la masse des paroles attribuées erronément ou réécrites.

## Authenticité et interprétations
La découverte et l'analyse du papyrus 654 d'Oxyrhynque, datant du IIIe siècle, semble attester qu'il a existé des recueils de paroles de Jésus. Dans le cas des agrapha, s'agissant toujours de citations isolées, on ne sait dire s'il s'agit d'extraits de textes narratifs ou de collections de paroles à l'instar de l’Évangile selon Thomas.
Les agrapha ne semblent néanmoins pas provenir de traditions indépendantes et corroborent généralement les sources évangéliques. Si leur nombre est élevé, l'essentiel apparait être une réécriture de paroles déjà connues et seuls 20 ou 21 d'entre eux sont retenus comme authentiques suivant les travaux critiques, notamment l'étude systématique de Joachim Jeremias.
Certains chercheurs - à l'instar de John Dominic Crossan - leur accordent une place très importante dans leur recherche sur le Jésus de l'histoire, tandis que d'autres, comme John P. Meier estiment que leur apport au sujet est presque nul. Néanmoins, les agrapha « authentiques » parmi les logia de Jésus ne sont pas les seuls dignes d'intérêt, d'un point de vue historien : les autres agrapha peuvent également témoigner du travail d'interprétation et d'actualisation des propos de Jésus dans les premières communautés chrétiennes. De manière plus générale, Helmut Koester, suivi notamment par Pierre Gisel, estime que l'option tendant à considérer les seuls textes canoniques comme ayant autorité à enregistrer l'histoire des débuts du christianisme n'est pas recevable.

## Exemples
« Jésus a dit : Regardez vers le Vivant, tant que vous vivez, de peur que vous ne mourriez et ne cherchiez à le voir sans réussir à le voir. »

— Évangile selon Thomas, logion 59

« Jésus a dit : Il y en a beaucoup qui se tiennent près de la porte mais ce sont les solitaires qui rentreront dans la chambre nuptiale. »

— Évangile selon Thomas, logion 75

« Demandez les grandes choses et les petites vous seront ajoutées. »

— Clément d'Alexandrie, Stromates, 1, 24, 158, 2